# Абаза-паша
Абаза-паша чи Мехмед Абаза-паша (тур. Abaza Mehmed Paşa; 1576 — 24 серпня 1634, Стамбул) — османський воєначальник під час польсько-турецької війни 1633—1634 років. Візир Османської імперії, бейлербей Ерзурумского ейялета (1618-1628), правитель Боснії (1628-1631), Сілістри (1631-1633) і Видини (1633-1634).

## Біографія

Герб Абази (Абаза)

Народився на Кавказі. Абазинського походження. Деякі публікації кажуть про русинське походження. Схоплений в юному віці турками, був відправлений до Константинополя, де вихований в ісламських традиціях. Завдяки здібностям швидко просунувся і домігся положення в столичному суспільстві.
За даними історика Йозефа фон Гаммер-Пургшталя у 1622 року Абаза-паша підняв повстання в Ерзурумі (поблизу Вірменії) проти засилля яничарів. Абаза-паша зміцнився в Ерзерумі як губернатор, та навіть допомагав перському шаху Аббасу I, який вів війну з Османською імперією. 1628 року Абазу-пашу розбив і полонив великий візир, боснієць, Хосров-паша. Але пізніше Абаза-паша був прощений і отримав можливість проявити себе у війні з Польщею. Командував 60-тисячною турецькою армією, до якої приєдналося 20 тисяч татар, у поході 1633 року. Невдало провів бій біля Панівців поблизу Кам'янця-Подільського 22 жовтня 1633 року. На початку 1634 Абаза-паша призначив Василя Лупу господарем Молдавії. 1634 року за невдачі у війні з Польщею Абаза-пашу стратили у Стамбулi.
Троє дітей:
- Хасан Абаза (бл. 1619 17 лютого — 1659)
- Ліліана Абаза (до 1632 —?)
- Андрій Абазин (1634–1703)